# 妆脸蜂鸟
，是雨燕目蜂鸟科的一种鸟类。
妆脸蜂鸟体重约4克，翼长约60.1毫米，嘴峰长约21.3毫米，喙宽度约2毫米，喙厚度约1.7毫米，跗蹠长约4.6毫米，尾长约35.5毫米。妆脸蜂鸟在其分布区内为留鸟，其栖息在半开放的灌木丛中，食性为草食性，主要食物来源是植物的花蜜。
妆脸蜂鸟分布于在巴西东北部高原（巴伊亚州和米纳斯吉拉斯州）。该物种是单型物种，没有亚种分化。